# Beiarn
Beiarn é uma comuna da Noruega, com 1 225 km² de área e 1 183 habitantes (censo de 2004).         